# Ligne de Langres à Andilly-en-Bassigny
La ligne de Langres à Andilly-en-Bassigny est une ligne ferroviaire française à écartement standard et à voie unique non électrifiée du département de la Haute-Marne qui relie la sous-préfecture de Langres, sur la ligne de Paris-Est à Mulhouse-Ville, à Andilly-en-Bassigny, sur la ligne de Culmont - Chalindrey à Toul.
Elle constitue la ligne no 033 000 du réseau ferré national.  Historiquement, elle constituait la ligne 153 dans l'ancienne numérotation SNCF des lignes de la région Est.

## Histoire
Cette ligne est déclarée d'utilité publique par une loi le 15 juin 1878. Une loi du 31 juillet 1879 autorise le ministère des Travaux publics à entamer les travaux de construction de cette ligne.
Par une convention signée le 21 septembre 1881 entre le ministre des Travaux publics et la Compagnie des chemins de fer de l'Est, l'État confie provisoirement l'exploitation de la ligne à la compagnie. Cette convention est approuvée par un décret le 3 octobre suivant.
Elle a été ouverte le 27 septembre 1881.
La ligne est cédée par l'État à la Compagnie des chemins de fer de l'Est par une convention signée entre le ministre des Travaux publics et la compagnie le 11 juin 1883. Cette convention est approuvée par une loi le 20 novembre suivant.
Le service des voyageurs a cessé le 28 mai 1988.

## Infrastructure
Autrefois à double voie, elle est maintenant à voie unique. Le profil est moyen avec des déclivités maximum de 10 ‰.